# 제75회 아카데미상
제75회 아카데미상은 2003년 3월 23일에 열린 시상식이다. 헐리우드 코닥 극장에서 개최되었으며 사회자는 스티브 마틴이다.
시상식 동안 AMPAS는 2002년 개봉한 영화를 기리는 24개 부문의 아카데미상(보통 오스카상)을 수여했다. 미국에서 ABC를 통해 방영된 이 시상식은 길버트 케이츠(Gilbert Cates)가 제작하고 루이스 J. 호비츠(Louis J. Horvitz)가 감독했다. 배우 스티브 마틴이 2001년에 열린 제73회 시상식을 주재한 이후 두 번째로 사회를 맡았다. 3주 전인 3월 1일 캘리포니아 베벌리힐스의 리젠트 비벌리 윌셔 호텔에서 열린 시상식에서 아카데미 기술 공로상이 호스트 케이트 허드슨에 수여되었다.
시카고 (2002년 영화)는 최우수 작품상을 포함해 6개 상을 수상했다. 다른 수상자로는 세 개의 상을 받은 피아니스트 (2002년 영화), 프리다 (2002년 영화) 및 반지의 제왕: 두 개의 탑, 8 마일, 어댑테이션, 볼링 포 콜럼바인, 추브추브스, 디 아워스, 러브 인 아프리카, 로드 투 퍼디션, 센과 치히로의 행방불명, 그녀에게 (2002년 영화) 등이 있다. 이 방송은 미국에서 약 3,300만 명의 시청자를 확보하여 그 시점까지 시청률이 가장 낮고 시청률이 가장 낮은 TV 오스카 시상식이 되었다.

## 후보 및 수상

### 작품상
- 시카고 - 마티 리처즈 수상
- 갱스 오브 뉴욕 - 마틴 스코세이지
- 디 아워스 - 스티븐 달드리
- 반지의 제왕 2 - 두 개의 탑 - 피터 잭슨
- 피아니스트 - 로반 폴란스키

### 남우주연상
- 피아니스트 - 애드리언 브로디 수상
- 콰이어트 아메리칸 - 마이클 케인
- 갱스 오브 뉴욕 - 다니엘 데이 루이스
- 어바웃 슈미트 - 잭 니콜슨
- 어댑테이션 - 니콜라스 케이지

### 여우주연상
- 디 아워스 - 니콜 키드먼 수상
- 시카고 - 르네 젤위거
- 언페이스풀 - 다이안 레인
- 프리다 - 셀마 헤이엑
- 파 프롬 헤븐 - 줄리안 무어사랑했나봐 잊을 수 없나봐 자꾸 생각나 견딜 수가 없어어어ㅓㅇ엉

½

### 남우조연상
- 어댑테이션 - 크리스 쿠퍼 수상
- 시카고 - 존 C. 라일리
- 디 아워스 - 에드 해리스
- 캐치 미 이프 유 캔 - 크리스토퍼 웰켄
- 로드 투 퍼디션 - 폴 뉴먼

### 여우조연상
- 시카고 - 캐서린 제타 존스 수상
- 시카고 - 퀸 라티파
- 디 아워스 - 줄리안 무어
- 어바웃 슈미트 - 캐시 베이츠
- 어댑테이션 - 메릴 스트립

### 감독상
- 피아니스트 - 로만 폴란스키 수상
- 갱스 오브 뉴욕 - 마틴 스코세이지
- 그녀에게 - 페드로 알모도바르
- 디 아워스 - 스티븐 달드리
- 시카고 - 롭 마샬

### 각본상
- 그녀에게 - 페드로 알모도바르 수상
- 파 프롬 헤븐 - 토드 헤인즈
- 갱스 오브 뉴욕 - 제이 콕스
- 나의 그리스식 웨딩 - 니아 발다로스
- 이 투 마마 - 카를로스 쿠아론

### 각색상
- 피아니스트 - 로널드 하우드 수상
- 어바웃 슈미트 - 피터 헤지스
- 어댑테이션 - 찰리 카우프만
- 디 아워스 - 데이비드 헤어
- 시카고 - 빌 콘돈

### 촬영상
- 로드 투 퍼디션 - 콘라드 L. 홀 수상
- 피아니스트 - 파웰 에델만
- 시카고 - 디온 비베
- 파 프롬 헤븐 - 에드워드 래크먼
- 갱스 오브 뉴욕 - 마이클 볼하우스

### 편집상
- 시카고 - 마틴 월쉬 수상
- 갱스 오브 뉴욕 - 셀마 슈메이커
- 피아니스트 - 에르베 드 루즈
- 디 아워스 - 피터 보일
- 반지의 제왕 2 - 두 개의 탑 - D. 마이클 호튼

### 미술상
- 시카고 - 존 마이어 수상
- 프리다 - Felipe Fernandez del Paso
- 갱스 오브 뉴욕 - 단테 페레티
- 반지의 제왕 2 - 두 개의 탑 - 그렌트 메이저
- 로드 투 퍼디션 - 데니스 가스너

### 의상상
- 시카고 - 콜린 엣우드 수상
- 프리다 - 줄리 웨이스
- 갱스 오브 뉴욕 - 센디 포웰
- 피아니스트 - 안나 B. 쉐파드
- 디 아워스 - 앤 로스

### 분장상
- 프리다 - John E. Jackson 수상
- 타임 머신 - John M. Elliott Jr.

### 음악상
- 프리다 - 엘리엇 골든덜 수상
- 캐치 미 이프 유 캔 - 존 윌리엄스
- 파 프롬 헤븐 - 엘머 번스타인
- 디 아워스 - 필립 글래스
- 로드 투 퍼디션 - 토머스 뉴먼

### 주제가상
- 8마일 - 에미넴 수상
- 시카고 - 존 칸더
- 프리다 - 엘리엇 골든덜
- 갱스 오브 뉴욕 - 보노
- 쏜베리의 가족 탐험대 - 극장판 - 폴 사이먼

### 음향편집상
- 반지의 제왕 2 - 두 개의 탑 - Ethan Van der Ryn 수상
- 로드 투 퍼디션 - Scott Hecker
- 마이너리티 리포트 - Richard Hymns

### 음향믹싱상
- 시카고 - Michael Minkler 수상
- 갱스 오브 뉴욕 - Tom Fleischman
- 로드 투 퍼디션 - Scott Millan
- 반지의 제왕 2 - 두 개의 탑 - 크리스토퍼 보에즈
- 스파이더맨 - Kevin O'Connell

### 시각효과상
- 반지의 제왕 2 - 두 개의 탑 - Jim Rygiel 수상
- 스파이더맨 - John Dykstra
- 스타워즈 에피소드2 : 클론의 습격 - Rob Coleman

### 외국어영화상
- 러브 인 아프리카 - 카롤리네 링크 수상
- 아마로 신부의 죄악 - Carlos Carrera
- 과거가 없는 남자 - 아키 카우리스마키
- 영웅 - 장이머우
- 난리법석 결혼 소동 - 폴라 반 데르 외스트

### 장편애니메이션상
- 센과 치히로의 행방불명 - 미야자키 하야오 수상
- 아이스 에이지 - 크리스 웨지
- 릴로 & 스티치 - 크리스 샌더스
- 스피릿 - 캘리 애스버리
- 보물성 - 론 클레멘츠

### 단편애니메이션상
- 추브추브스 - 에릭 암스트롱 수상
- Katedra - Tomek Baginski
- Mike's New Car - 정철식
- Mt. Head - Koji Yamamura
- Das Rad - 크리스 슈테너

### 단편영화상
- 이 매력있는 남자 - 마틴 스트랑게-한센 수상
- Fait dhiver - Dirk Belien
- 도그 - 스티브 파스볼스키
- J'attendrai le suivant... - Philippe Orreindy
- Johnny Flynton - Lexi Alexander

### 장편다큐멘터리상
- 볼링 포 콜럼바인 - 마이클 무어 수상
- 다낭의 딸 - 게일 돌긴

### 위대한 비상
- 자크 페랭
- 프리즈너 오브 파라다이스 - Malcolm Clarke
- 스펠바운드 - Jeffrey Blitz

### 단편다큐멘터리상
- 트윈 타워 - 빌 구텐타그 수상
- The Collector of Bedford Street - Alice Elliott
- Mighty Times: The Legacy of Rosa Parks - Robert Hudson
- Why Can't We Be a Family Again? - Roger Weisberg

### 공로상
- 피터 오툴 수상
- 표창메달Curt Behlmer 수상

## 같이 보기
- 제9회 미국 배우 조합상
- 제23회 골든 래즈베리상
- 제56회 영국 아카데미 영화상
- 제60회 골든 글로브상